# Gordan Bunoza
Gordan Bunoza (sinh ngày 5 tháng 2 năm 1988) là một cầu thủ bóng đá Bosnia và Herzegovina thi đấu cho Incheon United.

## Sự nghiệp
Ngày 2 tháng 7 năm 2010, Wisła Kraków ký hợp đồng với anh từ Karlovac với mức giá không tiết lộ. Ngày 19 tháng 3 năm 2011, Wisła Kraków thông báo rằng Bunoza sẽ không góp mặt trong phần còn lại của mùa giải 2010-11 khi anh gặp chấn thương lúc tập luyện.

## Quốc tế
Sau nhiều màn trình diễn tốt cho đội tuyển U-21, huấn luyện viên của đội tuyển Bosnia-Herzegovina, Safet Sušić, đưa Bunoza vào đội hình thi đấu với Luxembourg và Pháp vào đầu tháng 9 năm 2010.

## Thống kê
(chính xác tính đến ngày 17 tháng 12 năm 2013)
| Câu lạc bộ                | Mùa giải     | Giải vô địch    | Giải vô địch quốc gia | Giải vô địch quốc gia | Cúp Quốc gia | Cúp Quốc gia | Cúp châu Âu | Cúp châu Âu | Khác    | Khác      | Tổng    | Tổng      |
| Câu lạc bộ                | Mùa giải     | Giải vô địch    | Số trận               | Bàn thắng             | Số trận      | Bàn thắng    | Số trận     | Bàn thắng   | Số trận | Bàn thắng | Số trận | Bàn thắng |
| ------------------------- | ------------ | --------------- | --------------------- | --------------------- | ------------ | ------------ | ----------- | ----------- | ------- | --------- | ------- | --------- |
| Austria Lustenau Amateure | 2007–08      | Vorarlberg-Liga | 10                    | 1                     | 3            | 0            | –           | –           | –       | –         | 13      | 1         |
| Hrvatski dragovoljac      | 2008–09      | 2. HNL          | 19                    | 1                     | 1            | 0            | –           | –           | 2       | 0         | 22      | 1         |
| NK Karlovac               | 2009–10      | 1. HNL          | 27                    | 1                     | 2            | 0            | –           | –           | –       | –         | 29      | 1         |
| Wisła Kraków              | 2010–11      | Ekstraklasa     | 14                    | 0                     | 4            | 0            | 1           | 0           | –       | –         | 19      | 0         |
| Wisła Kraków              | 2011–12      | Ekstraklasa     | 11                    | 0                     | 3            | 1            | 1           | 0           | –       | –         | 15      | 1         |
| Wisła Kraków              | 2012–13      | Ekstraklasa     | 19                    | 0                     | 5            | 0            | –           | –           | –       | –         | 24      | 0         |
| Wisła Kraków              | 2013–14      | Ekstraklasa     | 17                    | 0                     | 1            | 0            | –           | –           | –       | –         | 18      | 0         |
| Tổng                      | Wisła Kraków | Wisła Kraków    | 61                    | 0                     | 13           | 1            | 2           | 0           | –       | –         | 75      | 1         |

## Danh hiệu

### Câu lạc bộ
Wisła Kraków
- Ekstraklasa: 2010–11